# Verdunisation
La verdunisation est un procédé de désinfection de l'eau mis au point par Philippe Bunau-Varilla. Il a lieu par chloration et fut d'abord testé dans la région de Verdun et plus particulièrement lors du siège de Verdun en septembre 1916, et pendant et après la Première Guerre mondiale dans une zone particulièrement vulnérable aux épidémies en raison du siège de Verdun, de la guerre et de la présence d'une multitude de cadavres humains et animaux dans les cours d'eau et sur les points d'eau.
Après la guerre, grâce au franc succès du procédé et au lobbying de Bunau-Varilla, la verdunisation est acclamée par les scientifiques et les décideurs politiques et s'étend au domaine civil. Une grande partie des villes françaises adoptent ainsi la chloration de l'eau à partir de la fin des années 1920, comme à Lyon en 1929 après une épidémie de typhoïde.

## Méthode
La verdunisation consiste à injecter de l'eau de Javel diluée juste à l'entrée des pompes centrifuges : le pH de l'eau brassée diminue en raison de l'augmentation de la concentration en CO2, ce qui favorise la présence de l'acide hypochloreux, responsable de la désinfection.
La technique, d'abord testée à Paris en 1911, a été améliorée (par l'optimisation des doses de chlore) et l'automatisation, pour aboutir à l’« autojavelliseur automatique » de Bunau-Varilla.